# 谯周
谯周（199年—270年），字允南，巴蜀巴西西充（今四川南部县）人，蜀汉学者。

## 生平
譙周幼贫喪父，与母、兄同居。少读典籍，精研六经，颇晓天文，為蜀地大儒之一，先前以杜瓊為師，日後譙周門下有陳壽、羅憲、文立、李密、杜軫等學生。
譙周早期才華不被人看重，當時唯有楊戲看重。
诸葛亮做益州牧时，任命他做劝学从事。诸葛亮死后，谯周前往奔丧，虽然朝廷随后下诏禁止奔丧，但谯周仍因行动迅速而得以到达。劉禪立太子劉璿時任命他为太子僕、調令家令，之後升任中散大夫、光禄大夫。
延熙二十年（257年），魏國將領諸葛誕聯合東吳在淮南起兵反抗司馬昭，姜維趁機出兵秦川，譙周見姜維連年北伐而虛耗蜀漢國力，因而不滿，著《仇國論》力陳姜維北伐師旅數出之失弊。
炎兴元年（263年）魏入侵蜀漢，他劝后主刘禅投降。当时有人建议刘禅投奔东吴或南中，谯周说，寄居东吴就不可能再称帝了，只能对吴称臣，东吴不可能消灭曹魏，将来魏灭吴，刘禅便要二次受辱，与其称臣弱国不如称臣强国，与其二次受辱不如一次；如果投奔南中应该早做准备，如今危急，人心无法保证。又有大臣认为不能保证刘禅投降后能被礼遇，谯周说东吴尚在，形势迫使邓艾不得不接受刘禅的投降并礼遇，如果曹魏不裂土以封刘禅，自己会去曹魏的都城引用古人的道义力争。大臣们不能驳倒。刘禅投降后，谯周被封为阳城亭侯，迁任骑都尉、散骑常侍。
265年，文立拜訪譙周。譙周因病說話不清楚，於是寫上：「典午忽兮，月酉沒兮。」典午指的是司馬，月酉代表八月的時候，結果司馬昭果真在八月時病逝。
蜀亡後，晉朝的益州刺史董榮對其相當敬重，曾掛其圖像於州學並令從事李通頌之。

## 逸聞
- 譙周曾寫〈古史考〉一文，其中一段附於《史記·魏世家》中，該段認為戰國魏滅於秦的原因是因為「有賢不用」，似乎是暗諷蜀漢政府用人不當。[5]

- 譙周曾對其門生陳壽說過：「你必然會以才學成名，不過也一定會受到詆毀挫折，這卻並非甚麼不幸的事情。你最好還是多加謹慎吧。」結果陳壽果然因著作《三國志》而成名，但在仕途上卻屢次遭受議論和貶職，就如譙周當初的預言一樣。因此，陳壽雖然後來再被擢升為太子中庶，卻沒有前往應職。[6]

## 文学形象
在《三國演義》中，譙周多以星相家和反戰者的角色出現。
- 第65回隨劉璋投降劉備。
- 第80回諸葛亮和譙周商議勸劉備即帝位。
- 第91回諸葛亮準備北伐，譙周以天文勸阻諸葛亮不被接納。
- 第102回再勸阻諸葛亮停止北伐，仍不被接納。
- 第105回譙周觀星看出諸葛亮逝世，報告劉禪。
- 第112回姜維準備北伐，譙周作《仇國論》勸阻不被接納。
- 第115回再次勸阻姜維仍不被接納。
- 第118回魏軍迫近，勸劉禪投降魏國。
- 第119回隨劉禪降魏。

## 著作
《仇國論》：用因餘和肇建兩國的紛爭，由古喻今，提及周文王，勾踐以穩定而以小勝強，漢太祖處亂世而張良以速戰戰勝項羽。認為蜀漢當時應與民休息，減少用兵等時機成熟再北伐。
撰《古史考》、《蜀本纪》、《论语注》、《五经然否论》等，均佚。

## 評價
- 《蜀記》記載譙周初見諸葛亮時，被旁人嘲笑，因此諸葛亮聽到告狀後說：「孤尚不能忍，況左右乎！」
- 楊戲：「吾等後世，終自不如此長兒也。」
- 陳壽：「研精《六經》，尤善書札，頗曉天文，而不以留意；諸子文章非心所存，不悉遍視也。身長八尺，體貌素樸，性推誠不飾。無造次辯論之才，然潛識內敏。」「譙周詞理淵通，為世碩儒，有董、揚之規，郤正文辭燦爛，有張、蔡之風，加其行止，君子有取焉。二子處晉事少，在蜀事多，故著於篇。」
  - 裴松之：「張璠以為譙周所陳降魏之策，蓋素料劉禪懦弱，心無害戾，故得行也。如遇忿肆之人，雖無他算，然矜殉鄙恥，或發怒妄誅，以立一時之威，快其斯須之意者，此亦夷滅之禍云。」
- 孫綽：「譙周說後主降魏，可乎？曰：自為天子而乞降請命，何恥之深乎！夫為社稷死則死之，為社稷亡則亡之。先君正魏之篡，不與同天矣。推過於其父，俛首而事讎，可謂苟存，豈大居正之道哉！」
- 孫盛：春秋之義，國君死社稷，卿大夫死位，況稱天子而可辱於人乎！周謂萬乘之君偷生苟免，亡禮希利，要冀微榮，惑矣。且以事勢言之，理有未盡。何者？禪雖庸主，實無桀、紂之酷，戰雖屢北，未有土崩之亂，縱不能君臣固守，背城借一，自可退次東鄙以思後圖。是時羅憲以重兵據白帝，霍弋以強卒鎮夜郎。蜀土險狹，山水峻隔，絕巘激湍，非步卒所涉。若悉取舟楫，保據江州，徵兵南中，乞師東國，如此則姜、廖五將自然雲從，吳之三師承命電赴，何投寄之無所而慮於必亡邪？魏師之來，褰國大舉，欲追則舟楫靡資，欲留則師老多虞。且屈伸有會，情勢代起，徐因思奮之民，以攻驕惰之卒，此越王所以敗闔閭，田單所以摧騎劫也，何為匆匆遽自囚虜，下堅壁於敵人，致斫石之至恨哉？葛生有云：「事之不濟則已耳，安能復為之下！」壯哉斯言，可以立懦夫之志矣。觀古燕、齊、荊、越之敗，或國覆主滅，或魚縣鳥竄，終能建功立事，康復社稷，豈曰天助，抑亦人謀也。向使懷苟存之計，納譙周之言，何邦基之能構，令名之可獲哉？禪既闇主，周實駑臣，方之申包、田單、范蠡、大夫種，不亦遠乎！

## 家庭

### 父
- 譙𡸫，譙周年幼的時候離世。

### 子
- 譙熙
- 譙賢
- 譙同：譙同喜愛好與其父相同，被舉為孝廉，被任命為錫縣縣令、東宮洗馬，但對西晉朝廷的徵召一概不應。[7]

### 孫
- 譙秀，譙熙子，晉朝隱士。
- 譙登，譙賢子，晉揚烈將軍、梓潼太守。

## 延伸阅读
[在维基数据编辑]
 在维基文库阅读此作者作品
 《三國志·卷42》，出自陳壽《三國志》